# Klause (Meschede)
Klause ist ein Ortsteil der Stadt Meschede im nordrhein-westfälischen Hochsauerlandkreis in Deutschland.

## Geografie
Der Ort befindet sich rund vier Kilometer südöstlich von Meschede. Angrenzende Orte sind Blüggelscheidt, Löllinghausen und Mosebolle. Klause liegt an der L 915 und  an dem Landschaftsschutzgebiet Ortsnahe Freiflächen zwischen Klause und Mosebolle.

## Geschichte
1313 wurde im Güterverzeichnis des Grafen Wilhelm von Arnsberg ein Heinrich von Beringhausen aufgeführt. Zum Besitz des Rittersitzes Beringhausen gehörten Wald, Äcker und Wiesen unter anderem in Beringhausen, Berlar, Blüggelscheidt, Mosebolle und auf der Klause.
Im Rahmen der kommunalen Neuordnung wurde Klause am 1. Januar 1975 ein Stadtteil der neuen Stadt Meschede.